# Zamia angustifolia
Zamia angustifolia — вид голонасінних рослин класу Саговникоподібні (Cycadopsida).
Етимологія: лат. angustia — «вузький, тісний», лат. folia — «листя», епітет стосується листя і в цьому випадку трохи неправильний, оскільки листя не дуже вузьке як для роду Замія (хоча листові фрагменти так).

## Опис
Стовбур підземний і бульбовий, часто дихотомічно розгалужений, зморшкуватий і позбавлений старих основ листя. Листків зазвичай 2–10; черешки з прилистками, гладкі; хребет з 5–30 пар протилежно розміщених листових фрагментів, гладкий. Листові фрагменти лінійні 8–25 см завдовжки і 0,2–0,5 см шириною, округлі на вершині, з 1–3 неясними зубами на вершині. Пилкові шишки на ніжках, від темно-сірого до чорного кольору, 1–10, циліндричні, але поступово звужуються до гострої вершини, кожна 3–15 см завдовжки і 0,8–2 см у діаметрі, густо запушена. Насіннєві шишки від темно-сірого або темно-коричневого до чорного кольору, як правило, поодинокі, але іноді буває до 3, циліндричні або злегка яйцеподібні з тупою або злегка гострою вершиною, кожна 6–12 см в довжину і 4–5 см в діаметрі, густо запушена. Насіння з від червоного до оранжево-червоного кольору саркотестою, яйцеподібне, завдовжки 1–2 см. 2n = 16. 

## Поширення, екологія
Країни поширення: Багамські острови; Куба. Росте на сухих вапнякових ґрунтах. Є тільки на червоних ґрунтах. Росте на відкритих місцях проживання, таких як луки, а також в соснові ліси.

## Загрози та охорона
Цей вид було порушено руйнуванням місця існування в результаті очищення для ананасових насаджень.

## Галерея

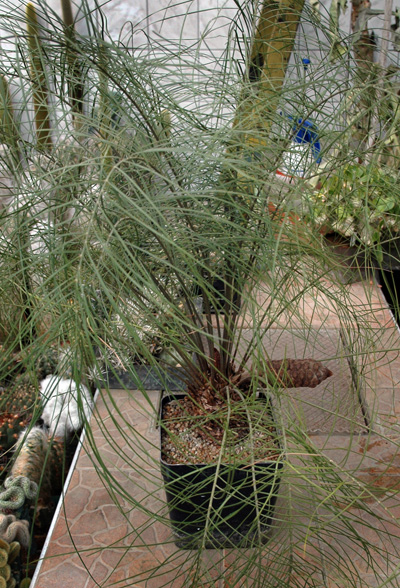
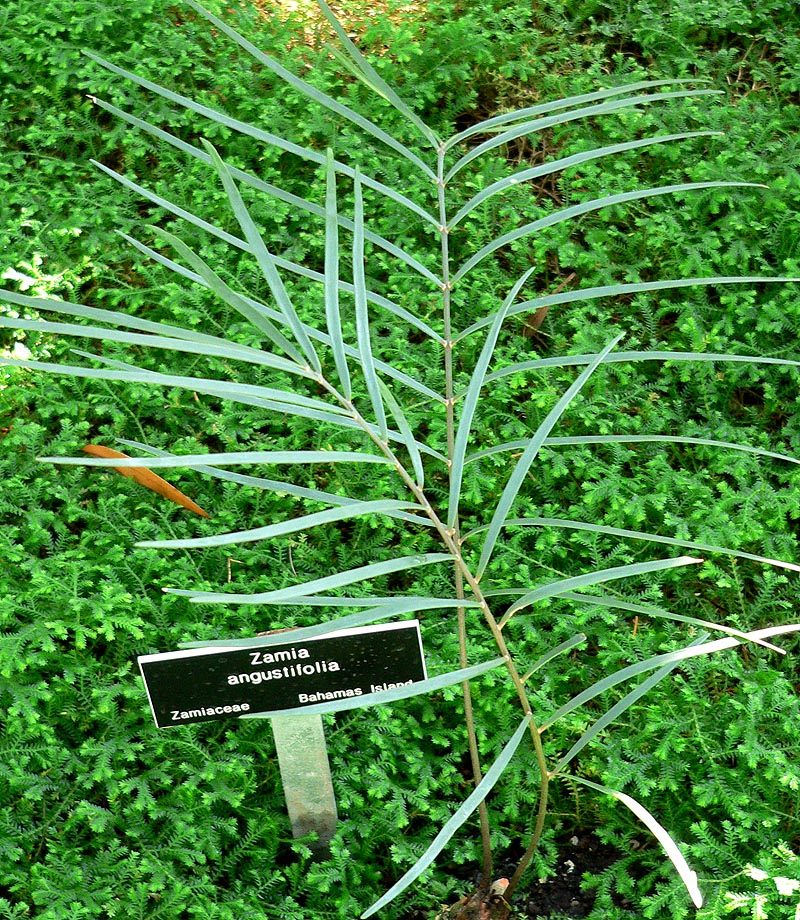
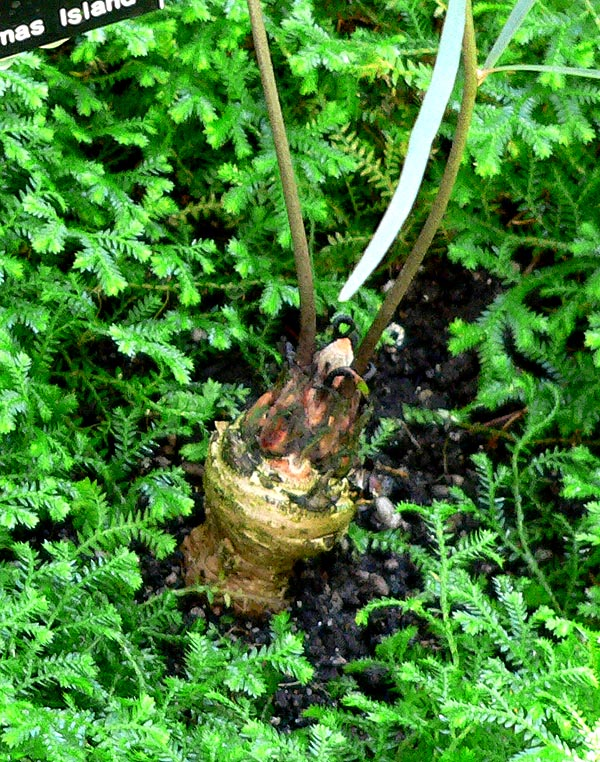
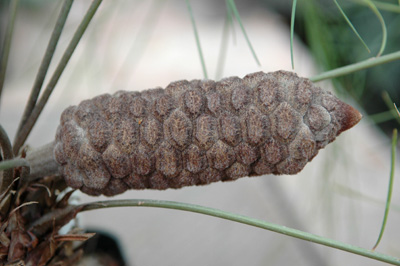